# Dominique Bouet
Pour les articles homonymes, voir Bouet.
Pas d'image ? Cliquez ici

a Compétitions nationales et continentales officielles uniquement.

b Matchs officiels uniquement.
Dominique Bouet, né le 31 mars 1964 à Sort-en-Chalosse et mort le 2 juillet 1990 à Nouméa, est un joueur français de rugby à XV qui évolue au poste de talonneur.

## Biographie
Habitant à Gamarde-les-Bains, Dominique Bouet découvre le rugby dans la ville voisine de Montfort-en-Chalosse, à l'AS Monfort.
Après avoir formulé une demande de mutation, il intègre l'US Dax voisine à l'automne 1984, avant d'être promu en équipe première lors de la saison 1986-1987.
Il dispute sous les couleurs dacquoises la finale du Challenge Yves du Manoir en 1988, perdue contre le Stade toulousain au stade Jean-Dauger.
Il dispute son premier test match avec l'équipe de France le 17 juin 1989 contre l'équipe de Nouvelle-Zélande, son dernier test match est contre l'équipe d'Australie, le 30 juin 1990. 
Alors que se termine la tournée de l'équipe de France (en) en Australie, il décède dans la nuit du 1er au 2 juillet 1990, dans sa chambre d'un hôtel de Nouméa ou séjournait l'équipe nationale, « d'une inhalation de liquide gastrique qui a obstrué la trachée artère et provoqué l'asphyxie ».

## Palmarès
- Challenge Yves du Manoir :
  - Finaliste : 1988 avec l'US Dax.

## Statistiques en équipe nationale
- Sélections en équipe nationale : 5
- Sélections par année : 4 en 1989 et 1 en 1990